# Парсбіт
Парсбіт, Присбіт, Барсбек (*д/н — після 732) — регентша Хозарського каганату у 730—732 роках.

## Життєпис
Про походження існують суперечливі відомості. Висуваються гіпотези, що Парсбіт була з вірменського роду Багратуні або іншою представницею знаті з Вірменії, чи з кавказько-албанського правлячого роду. Ймовірно, приблизно на початку 700-х років вийшла заміж за кагана Ібузіра. Сприяла поширенню в каганаті християнства.
Згодом, напевне, набула значного впливу, що після смерті чоловіка близько 730 року дозволило отримати владу при молодому синові Біхарі. Продовжила політику Ібузіра щодо союзу з Візантією та наступу проти Арабського халіфату. У 730 році спрямувала війська до вірменського емірату та Аррану. Спочатку вдалося підкорити ці землі. У битві біля Ардебіля син регентши Нарстік завдав тяжкої поразки арабському війську. Слідом за цим хозари атакували Картлі й Кахетію. 
Але зрештою у 731 хозарські війська зазнали низки поразок від арабів. У 732 році було укладено мирний договір між каганатом та халіфатом, за яким за хозарами збереглися Дагестан та північні області Кавказької Албанії. Скориставшись цією невдачею Біхар відсторонив мати від влади. Подальша доля невідома.